# Jurij Tepeš
Jurij Tepeš (Lubiana, 14 febbraio 1989) è un saltatore con gli sci sloveno.

## Biografia
Figlio di Miran e fratello di Anja, a loro volta saltatori con gli sci di alto livello, in Coppa del Mondo ha esordito il 1º gennaio 2006 a Garmisch-Partenkirchen (35°), ha ottenuto il primo podio il 19 marzo 2011 a Planica (3°) e la prima vittoria il 19 febbraio 2012 a Oberstdorf.
In carriera ha partecipato a un'edizione dei Giochi olimpici invernali, Soči 2014 (26º nel trampolino normale, 20º nel trampolino lungo, 5º nella gara a squadre), a quattro dei Campionati mondiali, vincendo una medaglia, e a cinque dei Mondiali di volo, vincendo una medaglia.

## Palmarès

### Mondiali
- 1 medaglia:
  - 1 bronzo (gara a squadre dal trampolino lungo a Oslo 2011)

### Mondiali di volo
- 1 medaglia:
  - 1 bronzo (gara a squadre a Vikersund 2012)

### Mondiali juniores
- 5 medaglie:
  - 2 ori (gara a squadre a Rovaniemi 2005; gara a squadre a Planica 2007)
  - 2 argenti (trampolino normale, gara a squadre a Kranj 2006)
  - 1 bronzo (trampolino normale a Rovaniemi 2005)

### Coppa del Mondo
- Miglior piazzamento in classifica generale: 13º nel 2013 e nel 2015
- 23 podi (7 individuali, 16 a squadre):
  - 11 vittorie (2 individuali, 9 a squadre)
  - 3 secondi posti (1 individuale, 2 a squadre)
  - 9 terzi posti (4 individuali, 5 a squadre)

#### Coppa del Mondo - vittorie
| Data             | Località          | Nazione  | Trampolino                                                             |
| ---------------- | ----------------- | -------- | ---------------------------------------------------------------------- |
| 19 febbraio 2012 | Oberstdorf        | Germania | Heini Klopfer HS213 (con Jure Šinkovec, Peter Prevc e Robert Kranjec)  |
| 11 gennaio 2013  | Zakopane          | Polonia  | Wielka Krokiew HS134 (con Robert Kranjec, Jaka Hvala e Peter Prevc)    |
| 9 febbraio 2013  | Willingen         | Germania | Mühlenkopf HS145 (con Jaka Hvala, Peter Prevc e Robert Kranjec)        |
| 23 marzo 2013    | Planica           | Slovenia | Letalnica HS215 (con Peter Prevc, Andraž Pograjc e Robert Kranjec)     |
| 24 marzo 2013    | Planica           | Slovenia | Letalnica HS215                                                        |
| 23 novembre 2013 | Klingenthal       | Germania | Vogtland Arena HS140 (con Robert Kranjec, Jaka Hvala e Peter Prevc)    |
| 18 gennaio 2014  | Zakopane          | Polonia  | Wielka Krokiew HS134 (con Robert Kranjec, Jernej Damjan e Peter Prevc) |
| 31 gennaio 2015  | Willingen         | Germania | Mühlenkopf HS145 (con Nejc Dežman, Jernej Damjan e Peter Prevc)        |
| 21 marzo 2015    | Planica           | Slovenia | Letalnica HS225 (con Anže Semenič, Robert Kranjec e Peter Prevc)       |
| 22 marzo 2015    | Planica           | Slovenia | Letalnica HS225                                                        |
| 6 febbraio 2016  | Oslo Holmenkollen | Norvegia | Holmenkollen HS134 (con Domen Prevc, Robert Kranjec e Peter Prevc)     |